# ウマル・ヤラドゥア
ウマル・ムサ・ヤラドゥア (Umaru Musa Yar'Adua, 1951年7月9日 - 2010年5月5日) は、ナイジェリアの政治家。フラニ族出身。2007年5月29日にナイジェリアの大統領に就任。ヤルアドゥアとも表記される。2006年12月に大統領であったオルシェグン・オバサンジョに後継指名された。

## 人物
ウマルはカツィナのフラニ族の有力な家系に生まれた。ヤラドゥアはカツィナ首長国の財務官（ムタワリ）であることを示す称号でもある。ウマルはラフッカ及びドゥツィマ小学校、国立ケフィ高校及びバレワ高校をへて1975年ザリアのアフマド・ベロ大学で教育と化学の学位及び1980年に分析化学の修士号を得た。
ラゴスやザイラで教職を勤めた後企業に転職、複数の企業で役員を務め、政治に転身、前職は北部カツィナ州知事 (1999年5月29日 - 2007年5月28日)。州知事時代には、経済・財政改革や社会基盤の整備に手腕を発揮、北部でシャリーアを導入した5つの州の一つであり、2002年にはある女性が石打ちを宣告された（後に覆された）。
オバサンジョの軍政時代の副官シェフ・ムサ・ヤラドゥア少将の弟であり、2006年に副大統領のアティク・アブバカルが与党国民民主党 (PDP) を追放された後の12月16日17日の党大会で後継候補に選ばれ、2007年4月21日の大統領選挙の候補者として立候補。公式結果によれば次点の全ナイジェリア人民党のムハンマド・ブハリの4倍近い得票で当選。
国際選挙監視団は、不正投票や票の水増し、投票所の襲撃事件などをあげ有効性を疑問視したが、同年5月29日に大統領として就任した。この選挙は有力候補がどちらもフラニ族であったため、フラニコンテストとも呼ばれた。
汚職だらけと評されるナイジェリア国内の政治情勢の中で、オバサンジョの傀儡とする見方や、清廉なイメージが強く、選挙を通じて国民の評価を得たとの見方もある。

## 病気療養と死
2010年1月13日、ヤラドゥアは心臓病の治療のため、サウジアラビアの病院に入院中で、50日間大統領不在のため国政に混乱が生じていると報じられた。このため2月9日、大統領権限が副大統領のグッドラック・ジョナサンに移譲された。同年4月には会話困難な状況であると報じられていたが、5月5日に心臓病の為に大統領官邸にて没した。58歳没。

## 脚註
1. ↑  個人公式サイト Bio, Friday, 15 December 2006.
2. 1 2  Steve Bloomfield, "Obasanjo picks 'puppet' successor in elections", The Independent, 18 December 2006.
3. ↑  「政治腐敗のナイジェリアに新大統領就任」AFPBB News, 2007年5月29日。
4. ↑  “ナイジェリアで「大統領不在」に抗議デモ　サウジで入院”. 産経新聞. (2010年1月12日) 2010年4月3日閲覧。
5. ↑  “ナイジェリア大統領「会話困難」、権限移行加速？”. YOMIURI ONLINE (読売新聞社). (2010年4月3日) 2010年4月3日閲覧。
6. ↑  ナイジェリア大統領が死去 AFPBB News 2010年5月6日閲覧
7. ↑  “ナイジェリア大統領死去、与党の主導権争い激化へ”. YOMIURI ONLINE (読売新聞). (2010年5月7日) 2010年5月7日閲覧。

| 公職                            | 公職                                                                    | 公職                          |
| ------------------------------- | ----------------------------------------------------------------------- | ----------------------------- |
| 先代 オルシェグン・オバサンジョ | ナイジェリア連邦共和国大統領 2010年2月9日に権限委譲 第13代：2007 - 2010 | 次代 グッドラック・ジョナサン |
| 先代 ジョセフ・アカーゲルゲル   | カツィナ州州知事 第8代：1999 - 2007                                     | 次代 イブラヒム・シェルマ     |
| 党職                            |                                                                         |                               |
| 先代 オルシェグン・オバサンジョ | 国民民主党大統領選候補者 当選 2007                                      | 次代 グッドラック・ジョナサン |
| 外交職                          |                                                                         |                               |
| 先代 ブレーズ・コンパオレ       | 西アフリカ諸国経済共同体議長 第25代：2007 - 2010                        | 次代 グッドラック・ジョナサン |